# Isle-Aumont
Isle-Aumont é uma comuna francesa na região administrativa de Grande Leste, no departamento de Aube. Estende-se por uma área de 3,48 km². Em 2010 a comuna tinha 474 habitantes (densidade: 136,2 hab./km²).

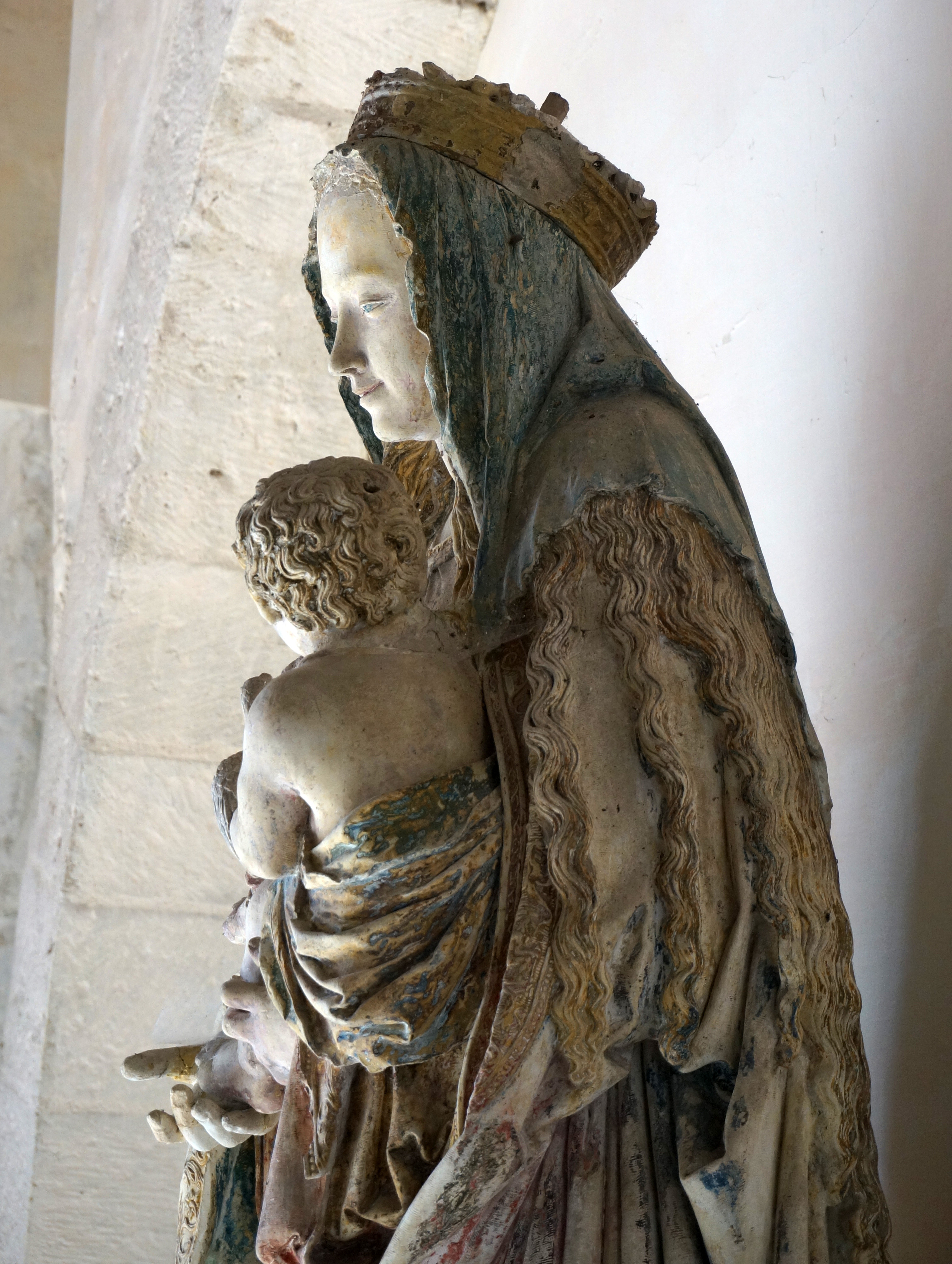
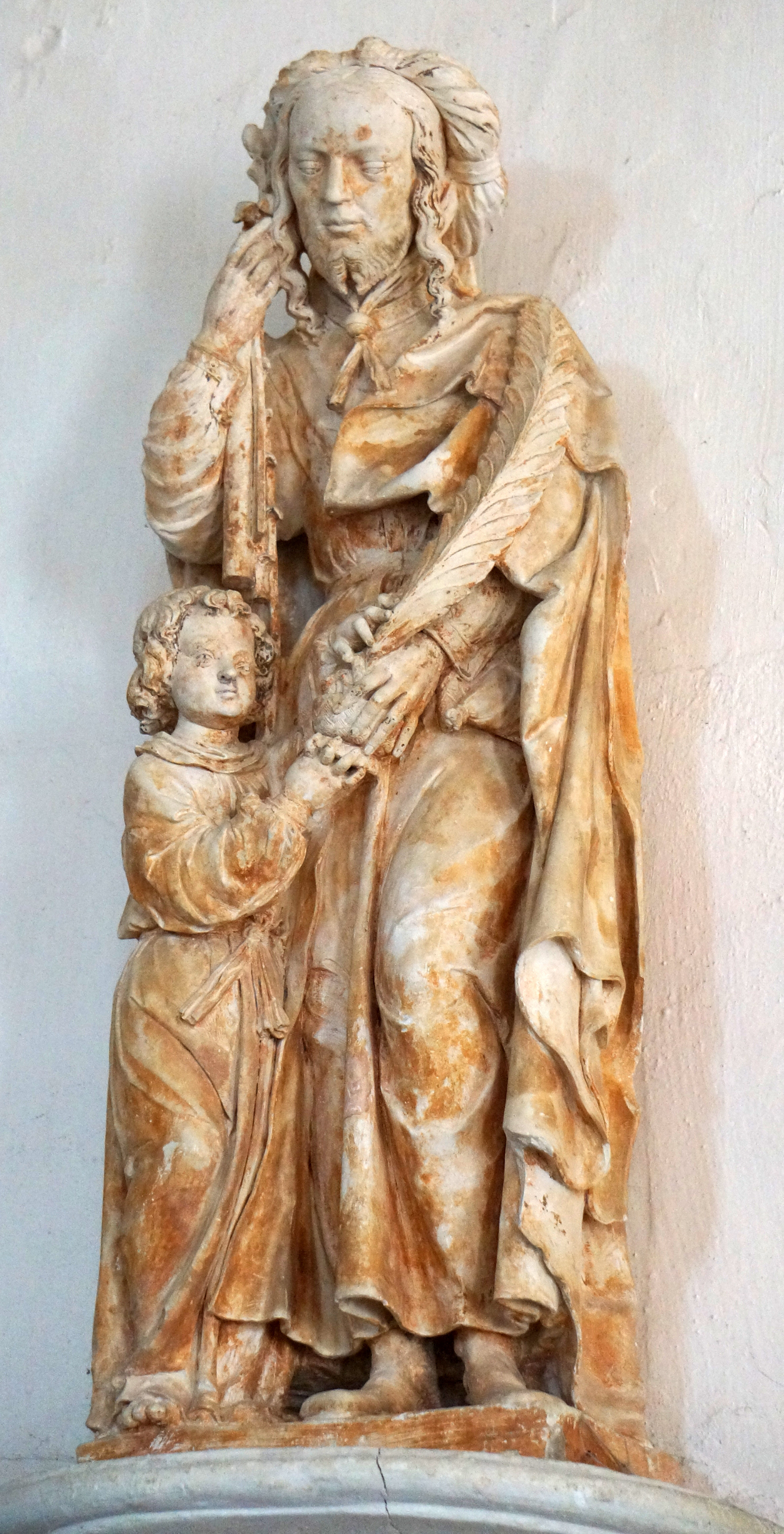
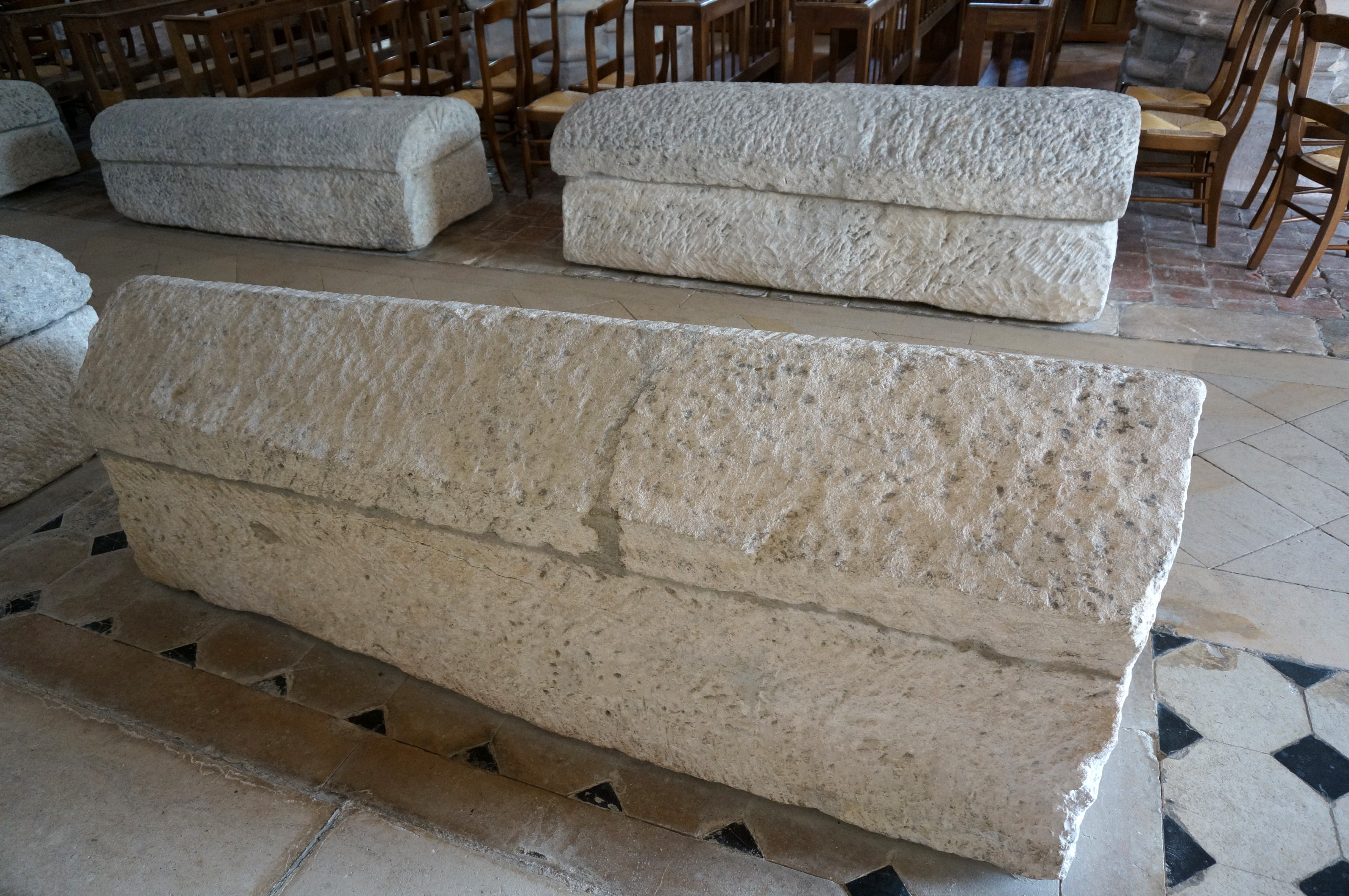
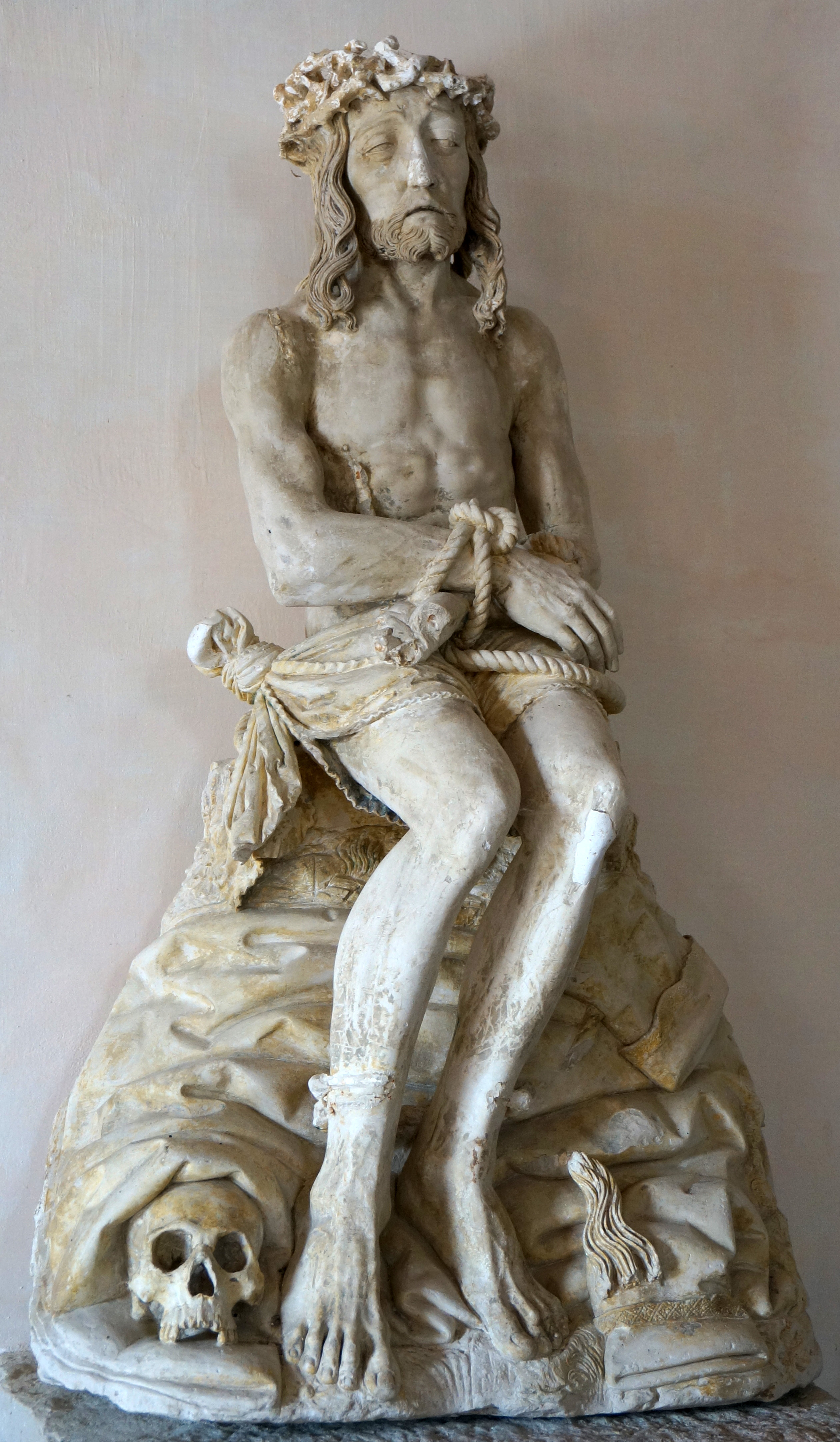